# Energieversorgungsunternehmen
Energieversorgungsunternehmen (kurz Energieversorger) sind zur Energiewirtschaft gehörende Unternehmen, die in der Energieversorgung tätig sind.

## Allgemeines
Energieversorgungsunternehmen gehören zu den Versorgungsunternehmen, die andere Unternehmen und Letztverbraucher als Erzeuger oder Verteiler mit Energie versorgen. Betriebszweck von Energieversorgungsunternehmen ist die Beschaffung und/oder Erzeugung von Energie (elektrischer Strom, Erdgas, Fernwärme, Flüssiggas, Nahwärme) sowie Trinkwasser und deren Vertrieb. Da Energie oft nicht-körperlicher Natur ist (wie Strom), ist Stromhandel, Stromerzeugung und auch der sonstige Energiehandel und -vertrieb mit Besonderheiten im Vergleich zum Warenhandel verbunden. Dazu gehören insbesondere die geringfügige Lagerfähigkeit und der besondere Transportweg und seit der Liberalisierung im Jahr 1998 auch das durch die Trennung von Netz und Vertrieb sehr komplexe Marktdesign der Energiewirtschaft. 
Die Volkswirtschaft funktioniert nicht ohne Energie, so dass Energieversorgungsunternehmen als systemrelevant eingestuft sind. Kraftwerke, deren Abschaltung zu einer erheblichen Gefährdung oder Störung der Energiesicherheit und -zuverlässigkeit des Stromversorgungssystems führen, sind als systemrelevant einzustufen, deren Eigentümer werden von der Bundesnetzagentur zum Weiterbetrieb verpflichtet.

## Rechtsfragen
Allgemeines
Das deutsche Energierecht versteht unter der Versorgung „die Erzeugung oder Gewinnung von Energie zur Belieferung von Kunden, der Vertrieb von Energie an Kunden und der Betrieb eines Energieversorgungsnetzes“ (§ 3 Nr. 36 EnWG). Hierunter ist die direkte Belieferung von privaten und gewerblichen Endkunden (Verbrauchern) mit folgenden leitungsnetzgebundenen Energieträgern gemeint:
- Elektrische Energie (Strom): Elektrizitätsversorgungsunternehmen (EVU), kurz Stromversorger;
- Ferngas, Flüssiggas: Gasversorgungsunternehmen (GVU), kurz Gasversorger;
- Fernwärme, Nahwärme: Fernwärmeversorgungsunternehmen, Nahwärmeversorgungunternehmen.

Das Gesetz versteht unter Energie „Elektrizität und Gas, soweit sie zur leitungsgebundenen Energieversorgung verwendet werden“ (§ 3 Nr. 14 EnWG). Energieversorgungsunternehmen sind definiert als „natürliche oder juristische Personen, die Energie an andere liefern, ein Energieversorgungsnetz betreiben oder an einem Energieversorgungsnetz als Eigentümer Verfügungsbefugnis besitzen“, ausgenommen sind Kundenanlagen (§ 3 Nr. 18 EnWG). Außerdem betreiben die Energieversorgungsunternehmen ein Energieversorgungsnetz oder besitzen als Eigentümer eines solchen über eine Verfügungsbefugnis (§ 13 Abs. 1 EnWG).
Anschluss- und Versorgungspflicht
Die Energieversorgung gehört zur Grundversorgung. Für den örtlichen Grundversorger gilt deshalb eine Versorgungspflicht durch Kontrahierungszwang. Die Anschluss- und Versorgungspflicht ergibt sich aus der dem Energieversorgungsunternehmen erteilten Konzession und verpflichtet es, jedermann an das Versorgungsnetz anzuschließen und zu versorgen. Hierzu ist im Versorgungsgebiet ein leistungsfähiges Versorgungsnetz zu errichten und zu unterhalten. Stromanbieter oder Gasversorger haben nach § 17 Abs. 1 EnWG Letztverbraucher, gleich- oder nachgelagerte Elektrizitäts- und Gasversorgungsnetze sowie -leitungen, Ladepunkte für Elektromobile, Erzeugungs- und Speicheranlagen sowie Anlagen zur Speicherung elektrischer Energie zu technischen und wirtschaftlichen Bedingungen an ihr Netz anzuschließen.
Energieversorgungsunternehmen haben nach § 36 Abs. 1 EnWG für Netzgebiete, in denen sie die Grundversorgung von Haushaltskunden durchführen, Allgemeine Bedingungen und Allgemeine Preise für die Versorgung in Niederspannung oder Niederdruck öffentlich bekannt zu geben und im Internet zu veröffentlichen und zu diesen Bedingungen und Preisen jeden Haushaltskunden zu versorgen. Die Pflicht zur Grundversorgung besteht nicht, wenn die Versorgung für das Energieversorgungsunternehmen aus wirtschaftlichen Gründen nicht zumutbar ist.
Netzbetreiber müssen Anlagen zur Erzeugung von Strom aus erneuerbaren Energien und aus Grubengas unverzüglich vorrangig an ihr Netz anschließen (§ 8 Abs. 1 EEG). Netzbetreiber müssen ferner den gesamten Strom aus erneuerbaren Energien oder aus Grubengas unverzüglich vorrangig physikalisch abnehmen, übertragen und verteilen (§ 11 Abs. 1 EEG).
Aufsichtsbehörden
Energieversorger unterliegen der Aufsichtsbehörde Bundesnetzagentur (BNetzA). Die Aufnahme der Energielieferung an Haushaltskunden ist bei der BNetzA anzeigepflichtig. Die BNetzA veröffentlicht eine Liste dieser EVU auf ihrer Internetseite. Der BNetzA ist die beabsichtigte Stilllegung von Anlagen zur Stromerzeugung zwölf Monate vorher anzuzeigen (§ 13b Abs. 1 EnWG), damit diese die Systemrelevanz überprüfen kann. Eine Anlage ist systemrelevant, wenn ihre Stilllegung mit hinreichender Wahrscheinlichkeit zu einer nicht unerheblichen Gefährdung oder Störung der Sicherheit oder Zuverlässigkeit des Elektrizitätsversorgungssystems führen würde und diese Gefährdung oder Störung nicht durch andere angemessene Maßnahmen beseitigt werden kann (§ 13b Abs. 2 EnWG). Auch Gaskraftwerke gelten mit einer Nennleistung ab 50 Megawatt gemäß § 13f Abs. 1 EnWG als systemrelevant.
Einige der Aufgabenbereiche von Energieversorgern weisen besondere Marktstrukturen auf (z. B. fehlender Wettbewerb im Fernwärmebereich) und unterliegen deshalb zusätzlich einer Kartellaufsicht. Strom- und Gasnetze als natürliches Monopol unterliegen einer Kontrolle durch die Energieaufsicht und durch die Regulierungsbehörden, z. B. Regulierung von Netzentgelten für Strom- und Gasnetze.
Versorgungsvertrag
Der zwischen einem Energieversorgungsunternehmen und einem Verbraucher geschlossene Vertrag, der die Belieferung mit Energie und Trinkwasser zum Inhalt hat, wird als Versorgungsvertrag bezeichnet. Der Versorgungsvertrag über Elektrizität, Erdgas, Fernwärme oder Trinkwasser ist ein Kaufvertrag, und zwar konkret ein Bezugsvertrag, bei dem der Umfang der künftigen Liefermengen bei Abschluss des Vertrags noch ungewiss ist. Wegen dieser Ungewissheit steht der Energieversorger in ständiger Leistungsbereitschaft, um den Vertrag erfüllen zu können. Der Zeitpunkt und die Häufigkeit der Abrufe sowie die Leistungsmenge bestimmt der Verbraucher. Der Energieversorger hat die angeforderten Einzelleistungen stets zeitnah zu erbringen. Die Vertragspartner sind zu wiederkehrenden Leistungen verpflichtet, so dass der Bezugsvertrag ein Dauerschuldverhältnis darstellt.
Im Leistungsangebot eines Versorgungsunternehmens ist grundsätzlich ein Vertragsangebot zum Abschluss eines Versorgungsvertrags in Form einer sogenannten Realofferte zu sehen, die von demjenigen konkludent angenommen wird, der aus dem Leitungsnetz des Versorgungsunternehmens Elektrizität, Gas, Wasser oder Fernwärme entnimmt. Im Urteil stellte der Bundesgerichtshof (BGH) klar, dass bei tatsächlichem Strombezug Vertragspartner des stillschweigend zustande gekommenen Stromliefervertrages derjenige ist, der die tatsächliche Verfügungsgewalt über den Versorgungsanschluss am Übergabepunkt ausübt.

## Rechnungslegung
Energieversorgungsunternehmen haben – unabhängig von ihrer Betriebsgröße und Rechtsform – ihren Jahresabschluss und den Lagebericht gemäß § 267 HGB nach den Vorschriften für große Kapitalgesellschaften aufzustellen. Die bilanzrechtlichen Erleichterungen für kleine und mittlere Unternehmen dürfen sie deshalb nicht nutzen.

## Gesellschafter
Gesellschafter von Energieversorgungsunternehmen können Privatpersonen oder andere Unternehmen der Privatwirtschaft als Aktionäre sein. Ist die öffentliche Hand (durch Gemeinden oder Gemeindeverbände, etwa als Stadtwerke) mit mehr als 50 % beteiligt, spricht man von öffentlichen Versorgungsunternehmen, die zu den Kommunalunternehmen gehören. Energieproduzenten wie Kraftwerksbetreiber oder Gasförderunternehmen und der Vertrieb der Energie müssen nicht in einem Unternehmen liegen. Andererseits können Erzeuger, Vertreiber und auch Netzbetreiber Teil eines größeren Energiekonzerns sein. Energieversorgungsunternehmen in privater Hand betreiben Gewinnmaximierung, öffentliche dagegen haben als Unternehmensziel das Kostendeckungsprinzip.

## Sonstiges
Während das eng ausgelegte, am Gesetz orientierte Begriffsverständnis zugleich das allgemein gebräuchliche ist, können im erweiterten, z. B. wissenschaftlichen Sinne auch solche Unternehmen als Energieversorger gelten, die mit der Belieferung nicht leitungsgebundener Brennstoffe wie Heizöl, Kohlebriketts, Holzpellets etc. befasst sind, sowie solche aus Vorstufen der Belieferung wie Energieerzeugung, Energiehandel, Energiespeicherung oder Energietransport über große Entfernungen.
Seit der Liberalisierung der Energieversorgung sind die Energieversorgungsunternehmen in der Regel nicht mehr zugleich auch die Verteilnetzbetreiber (VNB) bzw. Netzbetreiber (NB). Lediglich kleinere Stadtwerke dürfen zugleich Energielieferant und Netzbetreiber sein. Für jedes Netzgebiet gibt es nur einen Gas- bzw. Stromnetzbetreiber, der anders als der Energieversorger nicht vom Kunden ausgesucht werden kann. Seit der Liberalisierung des Messwesens muss auch der Messstellenbetreiber (MSB) nicht mehr unbedingt mit dem Netzbetreiber identisch sein.
Wegen der Monopolstellung der Netzbetreiber werden von der Bundesnetzagentur Erlösobergrenzen festgesetzt. Diese geben den maximalen Betrag vor, den sie mit den Netznutzungsentgelten (kurz: Netzentgelten) einnehmen dürfen. Nach Abzug der Kosten des Netzbetriebs ergibt sich daraus der Gewinn des Netzbetreibers.